# Spilosoma immarginata
Spilosoma immarginata är en fjärilsart som beskrevs av Friedrich Wilhelm Niepelt 1908. Spilosoma immarginata ingår i släktet Spilosoma och familjen björnspinnare. Inga underarter finns listade i Catalogue of Life.